# Esben Smed

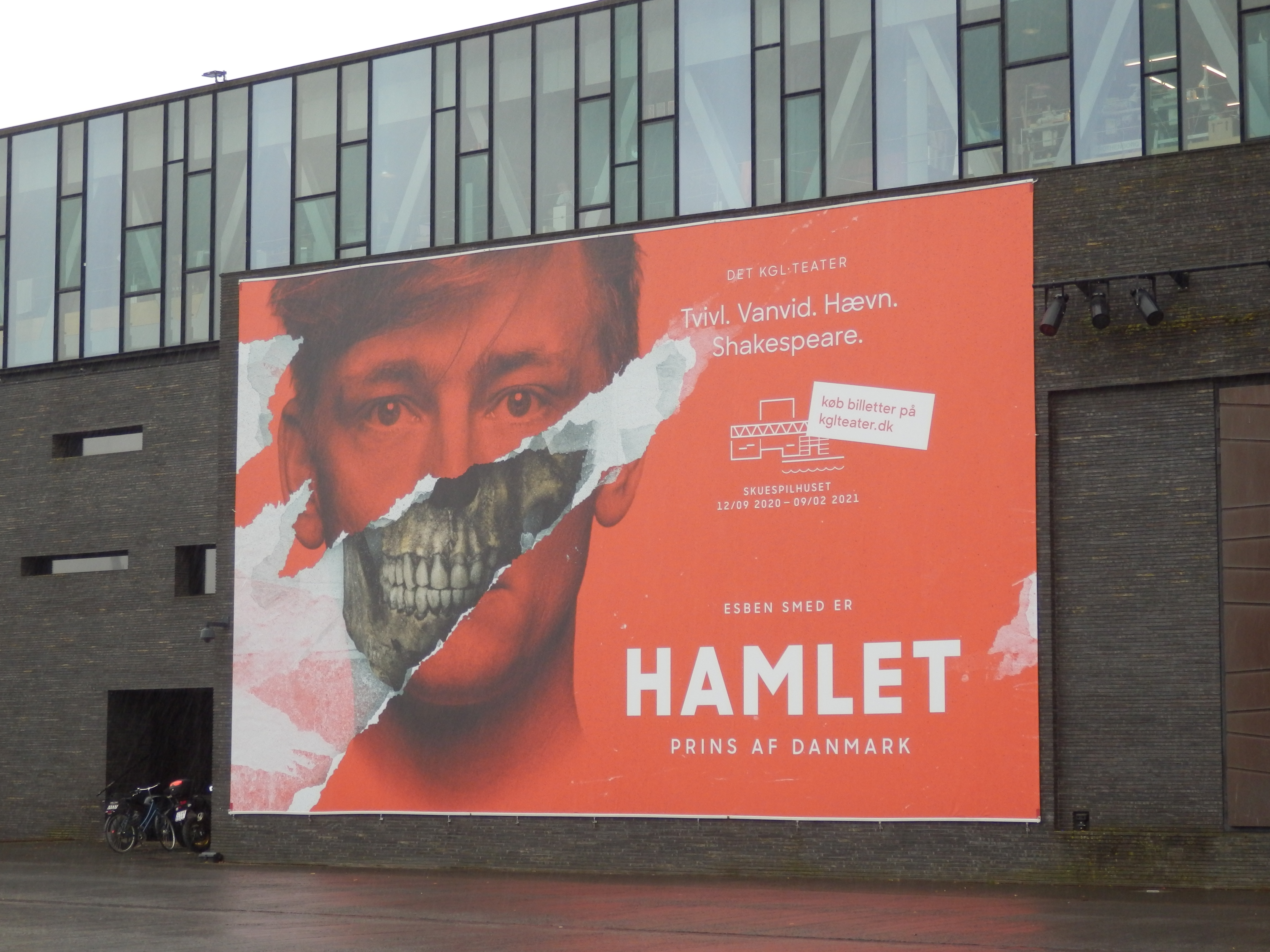
Copenhague, Skuespilhuset / Théâtre royal du Danemark, septembre 2020.

Esben Smed (né le 13 juillet 1984 à Odder) est un acteur danois issu de l'École nationale de théâtre du Danemark,,,.

## Filmographie
- 2003 : Kick'n rush d'Aage Rais-Nordentoft : Mikkel
- 2009 : Kærestesorger de Nils Malmros : Leif
- 2013 : Sorg og glæde de Nils Malmros : Klipperen
- 2015 : Été 1992 de Kasper Barfoed : John « Faxe » Jensen
- 2016-2019 : Les Initiés de Jeppe Gjervig Gram : Nicky
- 2017 : Les Lettres d'Amina de Jacob Bitsch : Janus
- 2018 : Un homme chanceux de Bille August : Peter « Per » Sidenius
- 2018 : Ditte & Louise de Niclas Bendixen : Esben
- 2019 : Lovesick (court-métrage)
- 2019 : Ser du månen, Daniel de Niels Arden Oplev : Daniel Rye Ottosen
- 2019 : Un hiver à New York (The Kindness of Strangers) de Lone Scherfig : Richard Scott
- 2022 : Lykkelige omstændigheder de Anders W. Berthelsen : Markus

## Récompenses et distinctions
- Ove Sprogøe Prisen 2019[5]